# Vigo (Kent)
Vigo is een civil parish in het bestuurlijke gebied Gravesham, in het Engelse graafschap Kent met 2065 inwoners.